# Addison Rae
Pour les articles homonymes, voir Rae.
Addison Rae Easterling, née le 6 octobre 2000 à Lafayette (Louisiane) aux États-Unis, est une auteure-compositrice-interprète, actrice et influenceuse américaine.
En 2024, son compte TikTok est le cinquième le plus suivi sur la plateforme, avec plus de 88 millions d'abonnés.

## Biographie

### Jeunesse et formation
Addison Rae est la fille de Sheri Easterling et de Monty Lopez ; Addison a également deux frères Lucas et Enzo Lopez. Elle a grandi à Lafayette, en Louisiane, avant de déménager à Los Angeles.
Après ses études secondaires à la Calvary Baptist Academy (en) de Shreveport, en Louisiane, Addison est acceptée à l'université d'État de Louisiane de Lafayette où elle commence des études pour obtenir un baccalauréat universitaire (licence) en communication pour devenir journaliste.

### Ascension
Addison Rae rejoint le réseau social TikTok en juillet 2019. Au travers de vidéos de danse, elle gagne très vite des abonnés et atteint le million d'abonné en l'espace de quelques mois. Elle effectue alors différents partenariats, notamment avec l'enseigne de cosmétiques Sephora.
Avec plus de 88 millions d'abonnés, elle est aujourd'hui la cinquième créatrice de contenu la plus suivie de la plateforme.

### Diversification
En mars 2021, Addison Rae sort son premier single Obsessed, annonçant la sortie de son premier EP. Le single est cependant mal perçu par la critique. La même année, en août, elle tient le premier rôle du film Il est trop bien (He's all that) produit par Netflix. Le film est un remake de la comédie Elle est trop bien (She's that all), paru en 1999.
Elle sort le 18 août 2023 un EP intitulé AR. Il se compose de quatre chansons, dont l'une est une collaboration avec la chanteuse anglaise Charli XCX, tandis que le premier single de Rae, Obsessed, apparaît en bonus sur Spotify. Elle joue également, la même année, aux côtés de Patrick Dempsey dans le film d'horreur Thanksgiving : La Semaine de l'horreur.
En 2024, elle réitère sa collaboration avec Charli XCX en participant à un remix de la chanson Von Dutch, qui apparaît sur l'album remix Brat and It's Completely Different but Also Still Brat de cette dernière. Rae sort également, en août, le single Diet Pepsi : la chanson est un succès, largement réutilisée sur TikTok. Elle se classe 54e au classement Billboard Hot 100, cumulant plus de 280 millions d'écoutes sur Spotify. En octobre sort un autre single, Aquamarine, cumulant quant à lui plus de 30 millions d'écoutes sur la plateforme. Elle sort le 15 novembre 2024 un remix de ce son avec l'artiste Arca. En février 2025, elle sort High Fashion, un hit avec des influences de Britney Spears. 
Le 18 avril, elle sort son nouveau single, Headphones On, annoncé comme étant le dernier single de son premier album. Elle tease la sortie de ce dernier quelques jours plus tôt, le 13 avril, en rejoignant Arca lors de son set à Coachella pour performer le remix d'Aquamarine. La date du 6 juin est brodée sur ses vêtements, révélant alors la date de sortie de l'album. Le 23 avril, Addison révèle sur Instagram la couverture de son premier album studio prévu pour le 6 juin 2025, intitulé Addison.

## Discographie

### Singles
- 2021 : Obsessed
- 2024 : Diet Pepsi
- 2024 : Aquamarine
- 2025 : High Fashion
- 2025 : Headphones On
- 2025 : Fame is a Gun

## Filmographie

### Cinéma

#### Longs métrages
- 2018 : Spy Cat de Christoph Lauenstein et Wolfgang Lauenstein : Rosalinde (voix originale)
- 2021 : Il est trop bien (He's all that) de Mark Waters : Padgett Sawyer
- 2023 : Thanksgiving : La semaine de l'horreur (Thanksgiving) de Eli Roth : Gabby
- 2025 : Animal Friends de Peter Atencio :
- 2026 : Thanksgiving 2 de Eli Roth : Gabby

## Voix françaises
- Rebecca Benhamour dans :
  - Il est trop bien
  - Thanksgiving : La Semaine de l'horreur